# Dennis Brutus

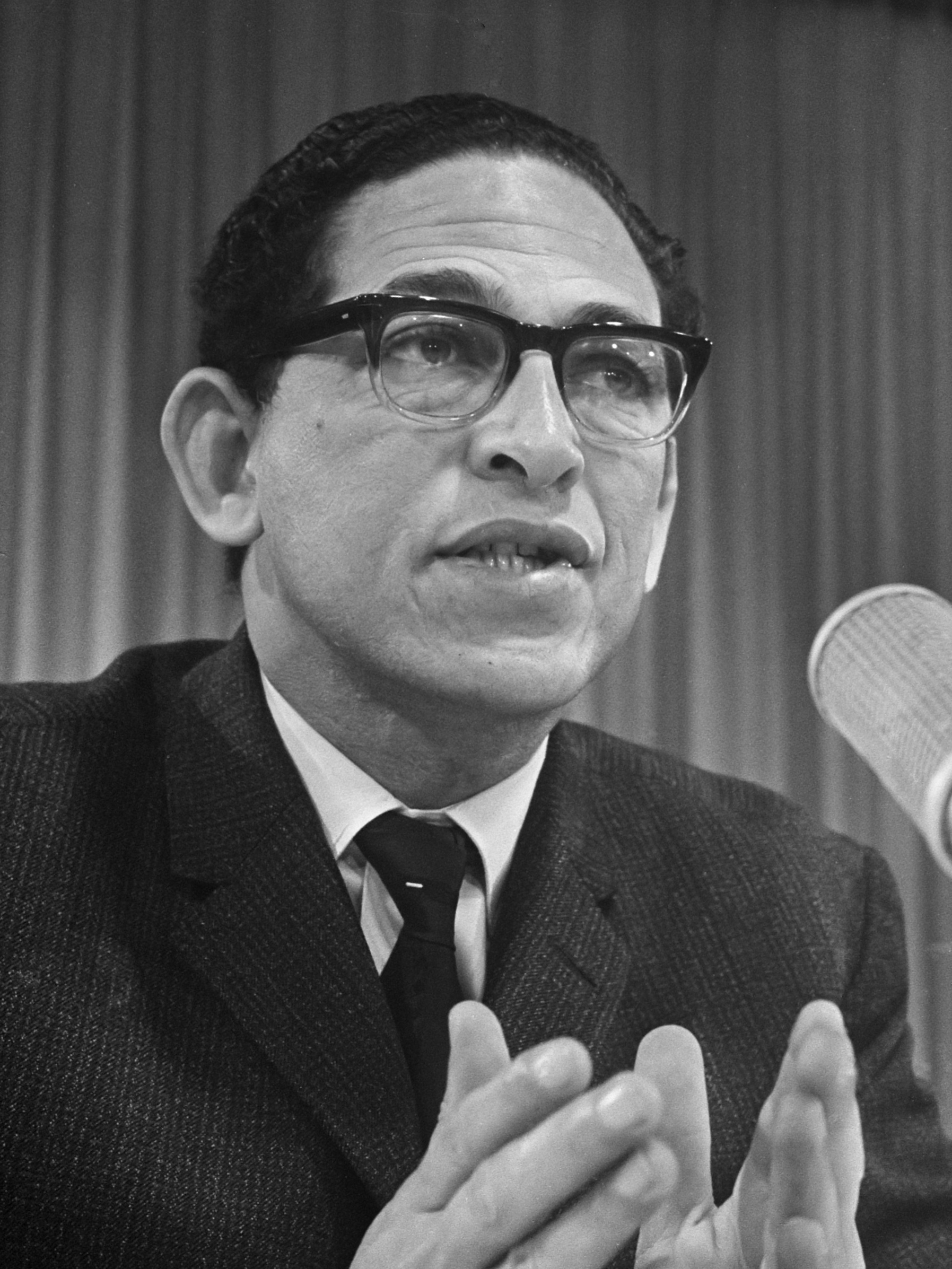
Dennis Brutus (1967)

Dennis Vincent Brutus (* 28. November 1924 in Salisbury, Südrhodesien (jetzt Harare, Simbabwe); † 26. Dezember 2009 in Kapstadt) war ein südafrikanischer Dichter und ehemaliger Widerstandskämpfer gegen die Apartheid. Er verwendete auch das Pseudonym John Bruin.

## Leben
Dennis Brutus wurde als Sohn südafrikanischer Eltern in Südrhodesien geboren. Er besuchte das College in Fort Hare und studierte Anglistik und Pädagogik an der University of the Witwatersrand. Von 1947 bis 1961 war er Lehrer für Englisch und Afrikaans in Port Elizabeth, später lehrte er an seiner alten Schule. 1950 heiratete er May Jaggers, mit der er acht Kinder hatte. Weil er sich im Widerstand gegen die Apartheid engagierte und Präsident einer Organisation war, die sich für gemischte Olympiamannschaften einsetzte, wurde ihm das Unterrichten und die Veröffentlichung von Büchern verboten. 1963 musste er vor der Regierung fliehen. In Mosambik wurde er festgenommen, an Südafrika ausgeliefert und zu 18 Monaten Zwangsarbeit auf Robben Island verurteilt. 1966 konnte er nach Großbritannien und 1971 in die USA emigrieren, wo er an mehreren Universitäten Englische Literatur und Afrikastudien lehrte. 1990 besuchte er zum ersten Mal wieder Südafrika. Zuletzt war er emeritierter Professor an der University of Pittsburgh. Er starb am 26. Dezember 2009 im südafrikanischen Kapstadt.

## Werke
- Sirens Knuckles and Boots (1963)
- Letters to Martha and Other Poems from a South African Prison (1968)
- Poems from Algiers (1970)
- A Simple Lust (1973)
- China Poems (1975)
- Stubborn Hope (1978)
- Salutes and Censures (1982)
- Airs & Tributes (1989)
- Still the Sirens (1993)
- Remembering Soweto (2004)
- Leafdrift (2005)
- Poetry and Protest: A Dennis Brutus Reader (2006)